# Мятлик луговой
Мя́тлик лугово́й (лат. Poa praténsis) — многолетнее растение; вид рода Мятлик (Poa) семейства Злаки (Poaceae). Одно из самых ценных пастбищных растений. 

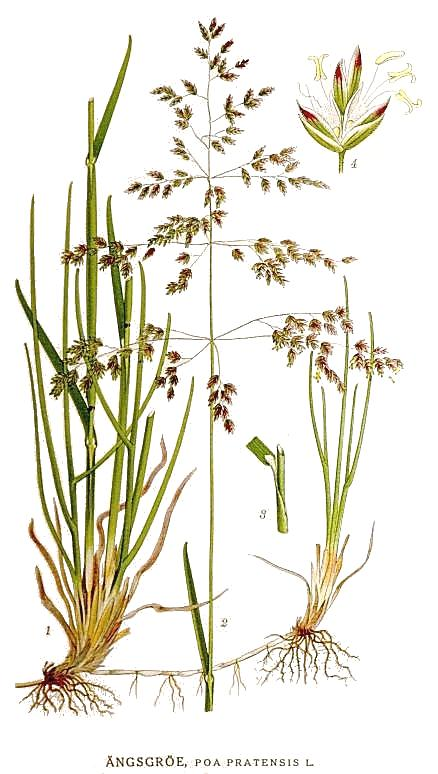

## Ботаническое описание
Растение с ползучими и подземными побегами, образующее иногда довольно густые, рыхлые дерновины. Стебли высотой 30—90 см, реже 10—20, приподнимающиеся, гладкие.
Листья узколинейные, шириной до 4 мм, плоские, гладкие или слегка шершавые. Язычок длиной 0,5—2 мм, тупой.
Метёлка длиной до 20 см, продолговатая или пирамидальная, многоколосковая, с шероховатыми веточками, сидящими по 3—5 вместе. Колоски яйцевидные, длиной 3,5—6 мм, 2—5-цветковые, зелёные, реже фиолетовые. Колосковые чешуи почти одинаковые, заострённые; нижние цветковые чешуи ланцетовидные, с выдающимися опушёнными жилками, при основании с многочисленными соединительными волокнами.
Плод — семянка без остей 2—2,7 мм длины и до 0,6 мм ширины, продолговатая, трёхгранная. Масса 1000 семян 0,25—0,3 грамма.

## Распространение и экология
В природе ареал вида охватывает умеренные районы Северного полушария. Натурализовалось в Австралии и Новой Зеландии.
Предпочитает рыхлые, умеренно влажные, плодородные почвы. Положительно отзывается на известкование, внесение минеральных удобрений (особенно азотных). Растёт на слабокислых почвах, не выносит засоления.
Размножается семенами и вегетативно. Одно растение может дать от 2 до 5 тысяч зерновок. Полного развития достигает при благоприятных условиях на 2—4-й год жизни. В травостое долговечен — держится 10 и более лет. Умеренный выпас благоприятно влияет на его распространение.
Хорошо переносит засуху, но с замедлением отрастания. Теневынослив. Зимостоек, хорошо переживает весенние и осенние заморозки. Весной трогается в рост раньше, чем тимофеевка (Phleum) и полевица белая. Фаза колошения проходит быстро. Вегетирует до поздней осени.
Повреждается повсеместно гусеницами травяной совки, соцветия повреждает трипс. Из болезней наиболее опасны линейная и корончатая ржавчина, в меньшей степени спорынья.
В 1955 году мятлик луговой был случайно занесён на север Антарктического полуострова, где локальная популяция существует до сих пор, занимая площадь около 1 м².
Произрастает по лугам, полям и лесным опушкам.
На лугах разрастается очень густо, дёрн не густой.
После укоса побеги вытягиваются медленно и достигают не больше 30 см.
Цветёт только раз в году, но при благоприятных условиях может дать и второй укос.

## Химический состав
По мере возрастание влажности местообитания в растении падает содержание белка и увеличивается содержание клетчатки.

## Значение и применение
Ценное растение для сухих и свежих лугов и пастбищ, обсеваемых смесью кормовых трав, куда он входит в количестве 5—10 %. Прорастает через 7—8 дней, средняя всхожесть 27 %, сорность — 24 %, хоз. годность — 20 %. Сбор семян в июле и августе, до полного созревания. Благодаря длинной шерсти, покрывающей спинку и бока семени, вся масса семян легко сбивается в комки. Перед посевом их протирают сквозь сито. Косится на сено мятлик до 70 % своего веса. Сено бедно водой, богато белковыми веществами. Как в свежем, так и в сухом виде представляет нежный и питательный корм, охотно поедается всяким скотом. В среднем дает около 1600 кг сена с гектара. Пригоден также для пастбищ. В Северной Америке он является наиболее важным пастбищным злаком и стоит на втором месте вслед за тимофеевкой по ценности урожая.
Ранним летом поедается северным оленем (Rangifer tarandus). Поедается алтайским маралом (Cervus elaphus sibiricus Severtzow).
Неофициальное прозвище штата Кентукки (Bluegrass State) связано с мятликом (англ. bluegrass, букв. «синяя трава»), культивирующимся в этих местах; английское название мятлика было перенесено и на один из жанров музыки кантри — блюграсс, возникший в Кентукки.
Используется также как газонная трава.

## Представители
В рамках вида выделяют ряд подвидов:
- Poa pratensis subsp. alpigena (Blytt) Hiitonen — Мятлик альпигенный.

- [syn.  Poa alpigena (Blytt) Lindm. — Мятлик высокогорный]

- Poa pratensis subsp. angustifolia (L.) Dumort. — Мятлик узколистный

- [syn.  Poa angustifolia L. — Мятлик узколистный]

- Poa pratensis subsp. colpodea (Th.Fries.) Tzvel. — Мятлик колподиевый
- Poa pratensis subsp. pratensis — Мятлик луговой
- Poa pratensis subsp. rigens (Hartm.) Tzvel. — Мятлик жестковатый
- Poa pratensis subsp. sabulosa (Roshev.) Tzvel. — Мятлик песчаный
- Poa pratensis subsp. sergievskajae (Probat.) Tzvel. — Мятлик Сергиевской
- Poa pratensis subsp. skrjabinii Tzvel. — Мятлик Скрябина
- Poa pratensis subsp. sobolevskiana (Gudoschn.) Tzvel. — Мятлик Соболевской